# Лемба
Лемба̀ (на португалски: Lembá) е един от 7-те окръга на Сао Томе и Принсипи. Разположен е на остров Сао Томе. Столицата на окръга е град Невес. Площта му е 229,5 квадратни километра, а населението – 16 940 души (по изчисления за май 2020 г.). В окръга има няколко училища, стадион, няколко площади и пристанище. Има също красиви плажове и много църкви.
Изменение на населението на окръга
- 1940 6885 (11,4% от цялото население)
- 1950 6196 (10,3% от цялото население)
- 1960 6196 (9,7% от цялото население)
- 1970 6206 (8,4% от цялото население)
- 1981 7905 (8,2% от цялото население)
- 1991 9016 (7,7% от цялото население)
- 2001 10 696 (7,8% от цялото население)